# Green Bay Packers 1943
La stagione 1943 dei Green Bay Packers è stata la 23ª della franchigia nella National Football League. La squadra, allenata da Curly Lambeau, ebbe un record di 7-2-1, terminando seconda nella NFL Western division. 

## Roster
| Roster dei Green Bay Packers nel 1943 |
| --- |
| Quarterback - 43 Larry Craig - 63 Ben Starret Running Back - 3 Tony Canadeo HB/DB - 51 Irv Comp TB/DB - 18 Tony Falkenstein FB/LB - 64 Ted Fritsch FB/LB - 23 Jim Lankas FB/LB - 24 Joe Laws HB/DB - 42 Andy Uram HB/DB Wide Receiver - 22 Dick Evans ROE/DE - 48 Harry Jacunski ROE/DE - 14 Don Hutson LOE/DE/K - 7 Joel Mason LOE/DE Tight End {{{te}}} Offensive Linemen - 47 Paul Berezney RT/DT - 29 Charley Brock C/LB - 75 Tiny Croft OT/DT - 35 Bob Flowers C/LB - 46 Sherwood Fries OG/DL - 43 Charles Goldenberg ROG/DG - 45 Bill Kuusisto LOG/DG - 72 Forrest McPherson C/LB Defensive Linemen - 27 Chet Adams ROT/DT - 48 Harry Jacunski ROE/DE - 48 Harry Jacunski ROE/DE - 33 Glen Sorenson LOG/DG - 44 Baby Ray LOT/DT - 40 Ade Schwammel OT/DT - 21 Pete Tinsley ROG/DG Linebacker {{{lb}}} Defensive Back - 8 Bob Kahler HB/DB Special Team - 16 Lou Brock HB/DB/P |
| Legenda - I rookie sono in corsivo. - Il primo ruolo è il principale mentre gli eventuali successivi indicano i ruoli secondari. - (IR) sta per Injured Reserve ed indica la lista ristretta per un solo giocatore infortunato che può tornare ad allenarsi dopo la settimana 6 e a rientrare in prima squadra dopo che questa ha giocato 8 partite. - (NF-Inj.) / (NF-Ill.) stanno rispettivamente per Non-Football Injured e Non-Football Illness ed indicano le liste dove viene inserito un giocatore che ha un infortunio o una malattia non dipendente dal football americano. - (PUP) sta per Physically Unable to Perform ed indica la lista dove viene inserito un giocatore mentre è in attesa di recuperare la condizione fisica. Nella stagione regolare dopo la sesta partita giocata dalla propria squadra, il giocatore ha tempo tre settimane per riprendere ad allenarsi, più tre settimane aggiuntive dal suo rientro agli allenamenti per rientrare in prima squadra. |

## Calendario
| Stagione regolare |                   |                      |           |
| Turno             | Data              | Avversario           | Risultato |
| 1                 | 26 settembre 1943 | Chicago Bears        | P 21–21   |
| 2                 | 3 ottobre 1943    | at Chicago Cardinals | V 28–7    |
| 3                 | 10 ottobre 1943   | Detroit Lions        | V 35–14   |
| 4                 | 17 ottobre 1943   | Washington Redskins  | S 33–7    |
| 5                 | 24 ottobre 1943   | at Detroit Lions     | V 27–6    |
| 6                 | 31 ottobre 1943   | at New York Giants   | V 35–21   |
| 7                 | 7 novembre 1943   | at Chicago Bears     | S 21–7    |
| 8                 | 14 novembre 1943  | Chicago Cardinals    | V 35–14   |
| 9                 | 21 novembre 1943  | at Brooklyn Dodgers  | V 31–7    |
| 10                | 5 dicembre 1943   | at Steagles          | V 38–28   |

## Classifiche
| NFL Western Division |   |    |   |      |       |     |     |     |
|                      | V | S  | P | %    | DIV   | PF  | PS  | STR |
| Chicago Bears        | 8 | 1  | 1 | .889 | 5–0–1 | 303 | 157 | V1  |
| Green Bay Packers    | 7 | 2  | 1 | .778 | 4–1–1 | 264 | 172 | V3  |
| Detroit Lions        | 3 | 6  | 1 | .333 | 2–4   | 178 | 218 | S2  |
| Chicago Cardinals    | 0 | 10 | 0 | .000 | 0–6   | 95  | 238 | S10 |

Nota:  i pareggi non venivano conteggiati ai fini della classifica fino al 1972.